# Tunaäpple

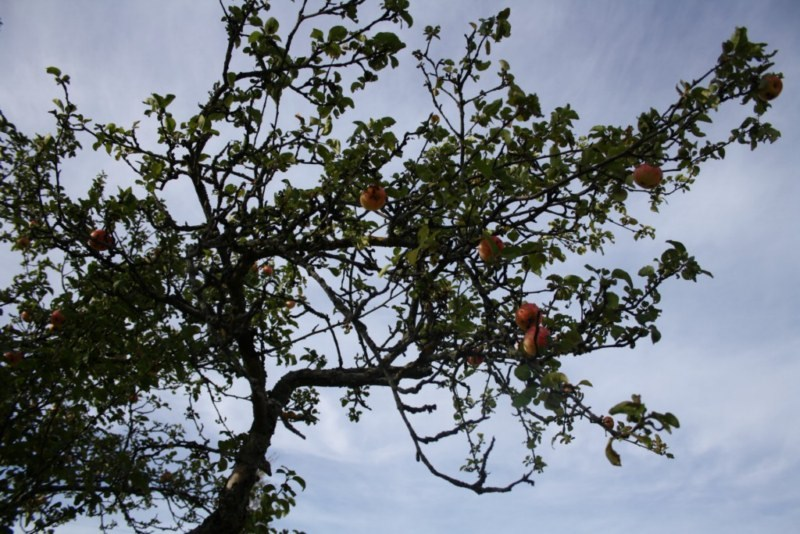
Äpplen på moderträdet i Islingby 2009.

Tunaäpple är en äppelsort som utsetts till landskapsäpple för Dalarna. Äpplet upphittades vid mitten av 1930-talet av trädgårdsmästare Lundvik, som for till Stockholm för att få det identifierat (troligen vid Experimentalfältet). Men svaret var, att han skulle åka hem och sätta ett eget namn på detta äpple. Han planterade ett träd vid sin bostad i Islingby i Borlänge, där trädet stod nära hus och trädgård skulle demoleras för en ny infart till Domnarvets Jernverk. Detta uppmärksammades av pomologer och Borlänge kommun, och samtidigt som huset revs sparades trädet som ett naturminne. Sorten förökas för närvarande vid Vassbo Trädskola (se annons i Pomologen nr. 3 2008).

### Webbkällor
- Borlänge kommun: Tunaäpplet